# Quiero volver World Tour
Quiero Volver Tour es la segunda gira musical de la cantante argentina TINI, realizada para promover su segundo álbum de estudio Quiero Volver.
La gira inició el 13 de diciembre de 2018 en el Estadio Luna Park, Buenos Aires, Argentina. La cantante obtuvo el récord como la artista femenina argentina con más funciones agotadas en el Luna Park, dando un total de 9 conciertos en un año. Asimismo, inauguró el Movistar Arena de Buenos Aires el 1 de noviembre de 2019. 
TINI tenía previsto terminar la gira el 19 de septiembre de 2020 en el Argentina Arena de Buenos Aires. A pesar de esto, se informó que el show sería cancelado por el Covid-19, devolviendo la totalidad de las entradas y terminando oficialmente el 9 de marzo de 2020 en Países Bajos pero la artista Tini Stoessel decidió cerrarlo definitivamente el 20 de mayo de 2022 en su ciudad de origen Buenos Aires en Hipódromo de Palermo misma fecha dónde se inicia el TINI Tour 2022. 

## Antecedentes
El 11 de agosto de 2018 durante su presentación en el show benéfico «Un sol para los chicos», la cantante anunció que la primera fecha de su gira sería el 1 de diciembre del mismo año, días antes del show se anunció una reprogramación de esta fecha para el 13 de diciembre mostrándose muy ilusionada y entusiasmada de iniciar con la gira. Poco después se publicaron las fechas para recorrer Argentina  y Latinoamérica en países como Chile, Uruguay, Paraguay, México, Colombia y Perú. Finalizando 2019, se dieron a conocer los shows programados para Europa, que comprenderia Alemania, Holanda, Suiza, Francia, Italia, España y Bélgica, y que realizaría a principios del año 2020.

## Inconvenientes
Debido al brote de COVID-19, y a su rápida propagación en Europa, la producción de la cantante, decidió cancelar los Meet & Greet que se llevarían a cabo antes de cada show en la etapa Europea. Sin embargo, el acceso exclusivo al Soundcheck de cada show seguiría en pie.
Se han cancelado los shows en España y en Bélgica debido al brote de COVID-19.
Finalmente, se ha cancelado el último show de la gira en Buenos Aires que estaba previsto llevarse a cabo en el Argentina Arena el 19 de septiembre de 2020.

## Documental
El 20 de mayo de 2020, la cantante anuncio por medio de sus redes sociales, que se llevaría a cabo el estreno de un documental que plasma todo el camino recorrido y todas la experiencias vividas durante la gira. El cual lleva por nombre TINI: Quiero Volver Tour, El documental.
Este documental sería dividido en dos partes, este incluiría imágenes del show en vivo al igual que imágenes exclusivas del Backstage del show en el Luna Park llevado a cabo el 18 de octubre de 2019, al igual que incluiría imágenes exclusivas de otros shows de la gira.
La primera parte de este documental, se estrenó el viernes 22 de mayo de 2020 a través del canal oficial de la cantante en la plataforma Youtube, esta primera parte tuvo una duración de 20 minutos, y se mostraron imágenes de la etapa de Latinoamérica.
La segunda parte, se estrenó el domingo 14 de junio de 2020 a través del canal oficial de la cantante en la plataforma Youtube, la misma tuvo una duración de 17 minutos, y se mostraron imágenes de la etapa de Europa.
Pocas semanas luego de su estreno, la primera parte del documental ya contaba con más de 1 millón de visitas, mientras que 2 semanas después del estreno de la segunda parte, esta ya cuenta con más de 400 mil visitas en la plataforma, con visitas que siguen creciendo día a día.

## Cifras oficiales
El 27 de junio de 2020, se publicaron las cifras oficiales del Quiero Volver Tour a través de la discográfica Hollywood Records, que cuentan tanto con los datos de los entradas vendidas, como con la recaudación total de la gira. Se estima  que se vendieron más de 525.000 entradas, de las cuales aproximadamente 126.000 pertenecen a festivales y eventos gratuitos. Por el lado de la recaudación se estima un total de más de 11.000.000 de dólares, lo que dejaría un promedio de más de 220.000 dólares por show.[cita requerida]
Gracias a esta gira, TINI obtuvo el récord como la artista femenina argentina con más Luna Park agotados, dando un total de 9 conciertos, de los cuales 8 estuvieron totalmente agotados. La artista argentina no solo agotó las entradas para sus shows de Buenos Aires, si no que también tuvo un enorme éxito alrededor de Argentina, Latinoamérica y Europa, en este último destino dio la mayoría de sus conciertos totalmente agotados,  con más de 22.000 entradas agotadas en tan solo un mes.[cita requerida]

## Repertorio
| 13 de diciembre de 2018 - 13 de abril de 2019 |
| --- |
| Intro - Quiero Volver 1. Princesa 2. Ya no hay nadie que nos pare 3. Confía en mí 4. Never Ready 5. Respirar Intermedio - Lights Down Low (Latin Mix) 1. Lo malo (Remix) 2. Finders Keepers (con elementos de Mi Gente de J Balvin) 3. Si tú te vas 4. Like That 5. Waves 6. Great Escape Intermedio - Acústico 1. Siempre brillarás (Acústico) 2. Yo te amo a ti (Acústico) 3. Lo que tu alma escribe 4. Consejo de amor 5. Sigo adelante 6. Por qué te vas 7. La cintura (Remix) 8. Quiero volver 9. Love Is Love 10. Flores 11. Te quiero más - "Sigo adelante" solo fue interpretada en el primer show en el Luna Park. - En el show de Villa Maria "Siempre brillarás", "Yo te amo a ti" y "Lo que tu alma escribe" no fueron interpretadas. - En el segundo show en Buenos Aires "Like That", "Siempre brillarás", "Yo te amo a ti" y "Lo que tu alma escribe" no fueron interpretadas. |

| 25 de mayo de 2019 - 12 de octubre de 2019 |
| --- |
| Intro - Quiero Volver 1. Princesa 2. Ya no hay nadie que nos pare 3. Confía en mí 4. Never Ready 5. Respirar Intermedio - Lights Down Low (Latin Mix) 1. Lo malo (Remix) 2. Finders Keepers (con elementos de Mi Gente de J Balvin) 3. Si tú te vas 4. Waves 5. Great escape Intermedio - Acústico 1. Siempre brillarás (Acústico) 2. Yo te amo a ti (Acústico) 3. Cristina 4. Oye 5. Consejo de amor 6. Por qué te vas Intermedio - La cintura (Remix) 1. 22 2. Quiero volver 3. Fresa 4. Flores 5. Te quiero más - A partir del show en Corrientes Lo que tu alma escribe, Love Is Love y Like That fueron eliminadas de la setlist - "Cristina" fue añadida a la seocult a partir del show en Mendoza. - "Fresa" fue añadida a la setlist a partir del show en Montevideo. - "Suéltate el pelo" fue interpretada en el primer show en Tucumán después de "Cristina". - Durante el show en Salta, Tini hizo un adelanto de su nueva canción "Oye", fue añadida oficialmente a la setlist a partir del show en San Francisco. |

| 18 de octubre de 2019 - 4 de marzo de 2020 |
| --- |
| Inocult Quiero Volver 1. Princesa 2. Ya no hay nadie que nos pare 3. Fresa 4. Respirar Intermedio - Lights Down Low (Latin Mix) 1. Finders Keepers (con elementos de Mi Gente de J Balvin) 2. Si tú te vas 3. Waves 4. Great Escape Intermedio - Acústico 1. Siempre Brillaras 2. Diciembre 3. Cristina 4. Oye 5. Consejo de amor 6. Por qué te vas Intermedio - La cintura (Remix) 1. Suéltate el pelo 2. Flores 3. Quiero volver 4. 22 5. Te quiero más |

| 20 de febrero de 2020 - 9 de marzo de 2020 |
| --- |
| Intro - Quiero Volver 1. Princesa 2. Ya no hay nadie que nos pare 3. Fresa 4. Respirar Intermedio - Lights Down Low (Latin Mix) 1. Finders Keepers (con elementos de Mi Gente de J Balvin) 2. Si tú te vas 3. Great Escape Intermedio - Acústico 1. Lucha por tus sueños 2. Diciembre 3. Cristina 4. Oye 5. Consejo de amor 6. Por qué te vas Intermedio - La cintura (Remix) 1. Suéltate el pelo 2. Quiero Volver 3. Recuerdo 4. 22 5. Te quiero más - A partir del tercer show en Buenos Aires Confía en mí ,Never Ready, Lo malo (Remix), Yo te amo a ti fueron eliminadas de la setlist - "Waves" solo fue interpretada en los shows en el Luna Park de Buenos Aires. - "Diciembre" solo fueron interpretadas en los shows en el Luna Park de Buenos Aires hasta que añadió oficialmente al tour desde el show en Mar del Plata. - En el show en el Movistar Arena de Buenos Aires "Siempre brillaras", "Waves" y "Flores" no fueron interpretadas. - En el show en San Nicolas "Finders Keepers", "Si tu te vas", "Great Escape", "Siempre brillaras" y "Flores" no fueron interpretadas. - A partir del show en Mar del Plata. "Siempre brillaras" fue reemplazada por "Diciembre" y "Recuerdo" fue añadido a la setlist. - En el show en Punta del Este "Flores" no fue interpretada. - En el show en Mendoza "Finders Keepers", "Si tú te vas", "Great Escape" y "Flores" no fueron interpretadas. Además, un cover de "Ancla" de Christine D'Clario fue interpretada después de "Diciembre". - A partir del show en Paris "Lucha Por Tu Sueños" fue añadida a la setlist, Waves, Siempre brillaras Y Flores fueron eliminadas de la setlist |

| Invitados especiales |
| --- |
| - 13 de diciembre de 2018 - Buenos Aires: "Lo malo (Remix)" con Aitana; "Consejo de amor" con MYA y Ruggero Pasquarelli; "Por qué te vas" con Cali y El Dandee. - 9 de febrero de 2019 - Villa Maria: "Quiero volver" con Sebastián Yatra. - 25 de mayo de 2019 - Corrientes: "Lo Malo (Remix)" con Juliana Gallipoliti. - 23 de junio de 2019 - Santiago: "Lo malo (Remix)" y "22" con Greeicy; "Si tú te vas" y "Pa' callar tus penas" con Camila Gallardo; "Consejo de Amor" con MYA. - 7 de septiembre de 2019 - Montevideo: "Lo Malo (Remix)" con Meri Deal; "Yo te amo a ti" y "Consejo de amor" con Jorge Blanco. - 18 de octubre de 2019 - Buenos Aires: "Fresa" con Lalo Ebratt; "Si tú te Vas" con Cami; "Cristina", "Oye" y "Quiero volver" con Sebastián Yatra; "Por qué te vas" con Cali y El Dandee; "22" con Pablo Lescano. - 26 de octubre de 2019 - Buenos Aires: "Me rehúso" con Danny Ocean, "22" con Greeicy. - 1 de noviembre de 2019 - Buenos Aires: "Corazón mentiroso" con Karina; "Échame la culpa" y "No me doy por vencido" con Luis Fonsi. - 8 de noviembre de 2019 - Lima: "Si tú te vas" con Cami. - 10 de noviembre de 2019 - Ciudad de México: "Cristina", "Oye", "Un año" y "Quiero volver" con Sebastián Yatra. - 16 de noviembre de 2019 - Bogotá: "Fresa" con Lalo Ebratt; "Cristina", "Oye", "Un año" y "Quiero volver" con Sebastián Yatra. - 28 de noviembre de 2019 - Buenos Aires: ''Cristina'', ''Oye'' y ''Quiero volver'' con Sebastián Yatra. - 3 de diciembre de 2019 - Buenos Aires: "Tren del cielo" con Soledad Pastorutti. - 5 de diciembre de 2019 - Buenos Aires: "22" y "Me vas a extrañar" con Pablo Lescano. - 11 de enero de 2020 - Mar del Plata: "Cristina", "Oye" y "Quiero volver" con Sebastián Yatra. - 12 de enero de 2020 - Punta del Este: "Cristina", "Oye" y "Quiero volver" con Sebastián Yatra. |

## Fechas
| Fecha                    | Ciudad                | País          | Lugar                                    |
| Latinoamérica            | Latinoamérica         | Latinoamérica | Latinoamérica                            |
| ------------------------ | --------------------- | ------------- | ---------------------------------------- |
| 13 de diciembre de 2018  | Buenos Aires          | Argentina     | Estadio Luna Park                        |
| 12 de enero de 2019      | Pinamar               | Argentina     | Manzana de Quintana                      |
| 25 de enero de 2019      | Mar del Plata         | Argentina     | Teatro Radio City                        |
| 9 de febrero de 2019     | Villa Maria           | Argentina     | Anfiteatro Villa Maria                   |
| 13 de abril de 2019      | Buenos Aires          | Argentina     | Parque Olímpico                          |
| 25 de mayo de 2019       | Corrientes            | Argentina     | Paseo Hangar                             |
| 31 de mayo de 2019       | Mendoza               | Argentina     | Auditorio Ángel Bustelo                  |
| 1 de junio de 2019       | Villa Mercedes        | Argentina     | La Pedrera Arena                         |
| 2 de junio de 2019       | Villa Mercedes        | Argentina     | La Pedrera Arena                         |
| 14 de junio de 2019      | Rosario               | Argentina     | Metropolitano                            |
| 15 de junio de 2019      | Córdoba               | Argentina     | Complejo Forja                           |
| 23 de junio de 2019      | Santiago              | Chile         | Movistar Arena                           |
| 7 de septiembre de 2019  | Montevideo            | Uruguay       | Antel Arena                              |
| 25 de septiembre de 2019 | San Salvador de Jujuy | Argentina     | Estadio La Tablada                       |
| 26 de septiembre de 2019 | Tucumán               | Argentina     | Teatro Mercedes Sosa                     |
| 27 de septiembre de 2019 | Tucumán               | Argentina     | Teatro Mercedes Sosa                     |
| 28 de septiembre de 2019 | Salta                 | Argentina     | Teatro Provincial                        |
| 11 de octubre de 2019    | San Francisco         | Argentina     | Howard Johnson                           |
| 12 de octubre de 2019    | Río Cuarto            | Argentina     | Costanera Opus                           |
| 18 de octubre de 2019    | Buenos Aires          | Argentina     | Estadio Luna Park                        |
| 26 de octubre de 2019    | Buenos Aires          | Argentina     | Estadio Luna Park                        |
| 1 de noviembre de 2019   | Buenos Aires          | Argentina     | Movistar Arena                           |
| 2 de noviembre de 2019   | Neuquén               | Argentina     | Estadio Ruca Che                         |
| 8 de noviembre de 2019   | Lima                  | Perú          | Plaza Arena Jockey                       |
| 10 de noviembre de 2019  | Ciudad de México      | México        | Pepsi Center WTC                         |
| 16 de noviembre de 2019  | Bogotá                | Colombia      | Centro de Eventos Autopista Norte        |
| 28 de noviembre de 2019  | Buenos Aires          | Argentina     | Estadio Luna Park                        |
| 29 de noviembre de 2019  | Buenos Aires          | Argentina     | Estadio Luna Park                        |
| 30 de noviembre de 2019  | San Nicolas           | Argentina     | Planta General Savio                     |
| 3 de diciembre de 2019   | Buenos Aires          | Argentina     | Estadio Luna Park                        |
| 5 de diciembre de 2019   | Buenos Aires          | Argentina     | Estadio Luna Park                        |
| 6 de diciembre de 2019   | Formosa               | Argentina     | Anfiteatro de la Juventud                |
| 8 de diciembre de 2019   | Resistencia           | Argentina     | Club Atlético Sarmiento                  |
| 10 de diciembre de 2019  | Asunción              | Paraguay      | SND Arena                                |
| 12 de diciembre de 2019  | Santiago del Estero   | Argentina     | Forum                                    |
| 11 de enero de 2020      | Mar del Plata         | Argentina     | Estadio Polideportivo Islas Malvinas     |
| 12 de enero de 2020      | Punta del Este        | Uruguay       | Centro de convenciones de Punta del Este |
| 7 de febrero de 2020     | Mendoza               | Argentina     | Complejo Deportivo Municipal             |
| 9 de febrero de 2020     | Río Negro             | Argentina     | Ruta Nacional Nº 22                      |
| Europa                   |                       |               |                                          |
| 20 de febrero de 2020    | Milan                 | Italia        | Fabrique                                 |
| 22 de febrero de 2020    | Bassano del Grappa    | Italia        | PalaDue                                  |
| 23 de febrero de 2020    | Roma                  | Italia        | Auditorium Parco della Musica            |
| 25 de febrero de 2020    | Berlín                | Alemania      | Huxley's Neue Welt                       |
| 26 de febrero de 2020    | Hamburgo              | Alemania      | Docks Club                               |
| 28 de febrero de 2020    | Zúrich                | Suiza         | X-Tra                                    |
| 29 de febrero de 2020    | Munich                | Alemania      | Tonhalle                                 |
| 1 de marzo de 2020       | Stuttgart             | Alemania      | Lka Longhorn                             |
| 3 de marzo de 2020       | Frankfurt             | Alemania      | Batschkapp                               |
| 4 de marzo de 2020       | París                 | Francia       | Salle Pleyel                             |
| 6 de marzo de 2020       | Colonia               | Alemania      | Carlswerk Victoria                       |
| 9 de marzo de 2020       | Utrecht               | Países Bajos  | Tivoli                                   |

## Conciertos cancelados
| Fecha                    | Ciudad       | País      | Lugar                | Causa                |
| ------------------------ | ------------ | --------- | -------------------- | -------------------- |
| 10 de marzo de 2020      | Lisboa       | Portugal  | Cineteatro Capitólio | Pandemia de COVID-19 |
| 12 de marzo de 2020      | Madrid       | España    | Teatro Eslava        | Pandemia de COVID-19 |
| 19 de septiembre de 2020 | Buenos Aires | Argentina | Movistar Arena       | Pandemia de COVID-19 |